# Стругачов Семен Михайлович
Семен Михайлович Стругачев (нар.. 10 грудня 1957 року, сел. Смидович Єврейської автономної області) — радянський і російський актор театру і кіно, Народний артист Росії (2008).
Внесений до «чистилища» центру «Миротворець» за свідоме порушення державного кордону України та незаконну гастрольну діяльність на території окупованого Росією Криму. 5-6 травня 2017 року перебував у містах Севастополь та Євпаторія, граючи у спектаклі «Чоловік моєї дружини», а у вересні 2017 року побував вже у Ялті, граючи у спектаклі «Палата бізнес-класу».

## Біографія
Народився 10 грудня 1957 року в селищі Смидович Смидовицького району Єврейської автономної області. 
Батько Міша Стругашвілі — наполовину грузин, наполовину — горський єврей. Предки по матері до 1939 року жили в Бельгії, а потім приїхали до Литви на гостини до родичів. Після приєднання Литви до СРСР не змогли виїхати назад. Семен Стругачов ріс без батька, який залишив дружину і чотирьох дітей. Потім родина переїхала до Біробіджану, де Семен виховувався в інтернаті. «Жили ми бідно, але щасливо, тому що дитинство є дитинство. Не люблю, коли скаржаться: „Ось, ми пережили в дитинстві те-то і те-то“. Ні, я був щасливий». У школі брав участь у самодіяльності, потім грав у народному театрі. У 1979 році закінчив театральний факультет у Владивостоці — акторське відділення Далекосхідного педагогічного інституту мистецтв, навчався на курсі А. А. Присяжнюка. Працював у Приморському крайовому драматичному театрі (Владивосток).
- Комедійний і музичний талант артиста вперше проявився у виставі Кама Гінкаса «Незвичайні пригоди Т. С. та Г. Ф.» Приморського драматичного театру, в якому він грав на багатьох музичних інструментах, виконував трюки та інтермедії, визначав ритм усієї постановки і веселив глядачів до коліків в животі".

З початку 1980-х років Семен Стругачов  працював у Приморському крайовому академічному театрі ім. Горького. За п'ять років він відіграв півтора десятка ролей в спектаклях «Діти Сонця», «Розгром», «Річард Третій», «Шостий поверх». Потім працював у Куйбишеві, в Куйбишевському драматичному театрі, а після знайомства з Ігорем Владіміровим опинився в 1988 році в Ленінграді в театрі імені Лєнсовета. На цій сцені актор створив яскравий образ Кафки у виставі «Пастка», поставленій Станіславом Бабицьким.
Одну з перших ролей в кіно Семен Стругачов зіграв у картині Андрія Чорних «Австрійське поле» (1991). У цього ж режисера через декілька років він знявся у фільмі «Секрет виноробства» (1994).
Ппопулярність Стругачеву принесла комедія Олександра Рогожкіна «Особливості національного полювання» (1995). Згодом він знявся у всіх продовженнях цього популярного фільму.
Семен Стругачов — яскравий комедійний актор з гротескною зовнішністю, великим запальним темпераментом і значними музичними здібностями (гра на музичних інструментах, спів).

## Визнання і нагороди
- Заслужений артист Російської Федерації (1999)[7]
- За виконання ролі Му де Дзвону в спектаклі «Фредерік, або Бульвар злочинів» нагороджений призом глядацьких симпатій петербурзького суспільства «Театрал».
- Народний артист Російської Федерації (2008)[4]
- Медаль ордена «За заслуги перед Вітчизною» II ступеня (2018)(рос.)[8]

## Творчість

### Фільмографія
- 1991 — Австрійське поле —  сліпий художник
- 1992 — Ми їдемо в Америку
- 1994 — Секрет виноробства
- 1994 —  Еліксир[9]
- 1995 —  Залізна завіса
- 1995 — Еліксир —  Колдун / Тінь / Художник
- 1995 —  Прибуття поїзда
- 1995 — Час печалі ще не прийшов —  Саша Шмуклер
- 1995 — Особливості національного полювання —  Льова Соловейчик
- 1996 — Операція «З Новим роком!» —  Льова Соловейчик
- 1997 — Історія про Ричарда, Мілорд і прекрасну Жар-птицю
- 1998 — Особливості національної риболовлі —  Льова Соловейчик
- 1998 — Утриманка
- 1999 — Болдинська осінь
- 2000 — Особливості національного полювання в зимовий період —  Льова Соловейчик
- 2001 — Старі пісні про головне. Постскриптум —  диригент
- 2002 — Убивча сила-2 —  Семен Черніга, експерт-криміналіст, капітан міліції
- 2002 —  Російський спецназ —  чорний слідопит Леонід, «Дятел»
- 2003 — Особливості національної політики —  Льова Соловейчик
- 2003 — Не робіть бісквіти в поганому настрої[10]
- 2003 — Петербург
- 2004 —  Мара —  дядько Мішель
- 2004 — Спецназ по-російськи 2 —  чорний слідопит Леонід, «Дятел»
- 2004 — Убивча сила-4 —  Семен Черніга, експерт-криміналіст, капітан міліції
- 2004 —  2006 — Обережно, Задов! —  Сергій Пержила, сусід Задова
- 2005 —  Загибель імперії —  Флейшман
- 2005 — Золота Медуза —  Леонід
- 2005 —  Майстер і Маргарита —   Левій Матвій
- 2005 — Здрастуйте, ми — ваша дах! —  Сергій Валерійович Дубровський
- 2005 — Убивча сила-5 —  Семен Черніга, експерт-криміналіст, капітан міліції
- 2005 — Небесне життя (телесеріал) —  Ілля Трауберг, льотчик ВПС Ізраїлю
- 2006 — Перший швидкий — Джозефіна, Бовдур
- 2006 — Веселі сусіди —  Гриша Біленький
- 2006 — Професор в законі —  Леонід
- 2006 — Убивча сила-6 —  Семен Черніга, експерт-криміналіст, капітан міліції
- 2007 — Особливості національної підлідної ловлі, або Відрив по повній — Зіновій
- 2007 — Світло в павільйоні[11] документально-ігровий
- 2007 — Повернення блудного чоловіка —  Самсон
- 2007 — Закон зайця
- 2008 — Веселі похорони
- 2008 — Краса вимагає ... —  Бузік Антон Семенович
- 2008 — Відповідай мені —  лікар
- 2009 —  Про любов
- 2009 — Країна полонених дітей —  Алік
- 2010 — Демон і Ада
- 2010 —  Демони —  Льоня
- 2010 — Помста - мистецтво —  Сазончик
- 2012 — Zолушка —  Михайло Левицький
- 2012 — Вождь разнокожіх
- 2012 — День додо
- 2012 — Однокласники.ru: НаCLICKай вдачу —  батько Олексія
- 2012 —  Чкалов —  Леонід Ігорович Фесенко, командир льотного загону
- 2013 —  Шерлок Холмс —  Шарль Готьє, посол Франції
- 2014 — Смак Америки —  Алік
- 2014 — Кавказька полонянка! —   Трус
- 2015 —  Велика —  граф  Лесток, лейб-медик
- 2016 —  Вишибала —  Іван Вітольдович Шарабанов, глава фірми «Галактика Дитинство»
- 2017 —  Втікач —  Дон
- 2018 — Перший хлопець на селі —  Грищенко, дільничний
- 2018 — Ангели вмирають двічі —  Лестер  (у виробництві)
- 2018 —  Понаїхали — Олексій
- 2018 —  Світлана — Вольф Мессінг (у виробництві)

## Озвучуваннямультфільмів
- 1995 — Еліксир
- 2004 — Вічні варіації. Новела 1. Демон

### Ролі в театрі
- «Любов до гроба»
- «Циліндр». Приморський крайовий академічний драматичний театр імені Горького
- «Незвичайні пригоди Т. С. і Г. Ф.». Приморський крайовий академічний драматичний театр імені Горького
- «Жак і його пан»
- «Фредерік, або Бульвар злочинів»
- «Фокусник з Любліна»
- «Ай лав ю» (антреприза)
- «Крихітка», Театр ім. Лєнсовета, потім в антрепризі «Театр Дім», виконавець ролі Едмона Фонтанжа і режисер спектаклю.
- «Іспанська балада», Альфонсо VIII, король Кастилії
- «Чоловік моєї дружини». Театральне агентство «Арт-Партнер ХХІ»
- «Любов по-італійськи»
- «Діти псують відносини» Театр ім. Маяковського, Едмон Фонтанж, а також режисер-постановник вистави